# Pterostylis cycnocephala
Pterostylis cycnocephala är en orkidéart som beskrevs av Robert Desmond David Fitzgerald. Pterostylis cycnocephala ingår i släktet Pterostylis och familjen orkidéer. Inga underarter finns listade i Catalogue of Life.